# Mumbai City
Der Distrikt Mumbai City (Marathi: मुंबई जिल्हा) ist einer von 35 Distrikten des Staates Maharashtra in Indien.
Verwaltungssitz des Distrikts ist Mumbai. Der Distrikt besteht aus Alt-Mumbai (Old Bombay) und einigen Stadtteilen im Süden und Zentrum der Stadt Mumbai. Die letzte Volkszählung im Jahr 2011 ergab eine Gesamtbevölkerungszahl von 3.085.411 Menschen.

## Geschichte
Von vorchristlicher Zeit bis ins Jahr 1348 wurde das Gebiet – wie die ganze Region – von diversen buddhistischen und hinduistischen Herrschern regiert. Der erste namentlich bekannte Staat war das Maurya-Reich, die letzte nichtmuslimische Dynastie waren die Yadavas von Devagiri.
Nach jahrzehntelangen militärischen Auseinandersetzungen mit muslimischen Regenten im Norden Indiens erfolgte 1348 die Besetzung durch muslimische Heere. Danach herrschten bis 1534 verschiedene muslimische Dynastien (Sultanat Delhi, Bahmani, Dekkan-Sultanate). Ab 1500 kam es zu heftigen Kämpfen um die Herrschaft an der Küste zwischen den muslimischen Herrschern und den Portugiesen. 1534 trat das muslimische Sultanat von Gujarat das Gebiet an die Portugiesen ab. 1626 wurde die Siedlung durch einen gemeinsamen Angriff der Briten und Holländer teilweise zerstört. 1661 übernahm die Briten die Herrschaft. Ab 1668 übernahm die Britische Ostindien-Kompagnie die Verwaltung. Vom 16. Jahrhundert an gab es etliche Piratenstützpunkte an der Küste nahe Bombay. Diese überfielen immer wieder Handelsschiffe der Briten. Bis ins 18. Jahrhundert kam es auch zu Auseinandersetzungen mit Franzosen, Portugiesen, Flotten der muslimischen Herrscher der Region und der Marathen. Nach der Niederlage der Marathen gegen die Briten wurde Bombay Hauptstadt der britischen Verwaltungsregion Bombay Presidency. Mit der Unabhängigkeit Indiens 1947 und der Neuordnung des Landes wurde es 1950 Teil des neuen Bundesstaats Bombay State. Im Jahre 1960 wurde Bombay State geteilt und das Gebiet kam zum neu geschaffenen Bundesstaat Maharashtra. Der Distrikt entstand in seiner heutigen Form am 1. Oktober 1990 aus Teilen des damaligen Distrikts Mumbai. Die nördlichen Vororte wurden zum Distrikt Mumbai Suburban.

## Bevölkerung
Die städtische Bevölkerung macht 100 Prozent der gesamten Bevölkerung aus. Denn der gesamte Distrikt besteht aus verschiedenen Stadtteilen Mumbais. Mumbai City hat einen hohen Alphabetisierungsgrad. Bei der letzten Volkszählung betrug er gesamthaft 89,21 Prozent. Bei den Männern ist er mit 91,48 Prozent etwas höher als bei den Frauen (86,45 Prozent). Auffällig ist der hohe Männerüberschuss. Auf 1000 Männern kommen nur 832 Frauen. Doch ist in diesem Verhältnis ein Wandel im Gange. 2001 kamen sogar nur 777 Frauen auf 1000 Männer – während es heute bei den 0–6 Jahre alten Personen bereits 914 Mädchen auf 1000 Jungen gibt.

### Bevölkerungsentwicklung
Wie überall in Indien wuchs die Einwohnerzahl im Distrikt Mumbai City bis 2001 jahrzehntelang stark an. Seither sinkt die Zahl der Bewohner durch Abwanderung in die Vororte. Die Abnahme betrug zwischen den letzten beiden Volkszählungen 7,57 Prozent oder mehr als 250.000 Menschen.
A) Gebiet von Mumbai (heute Mumbai City und Mumbai Suburban)
B) Gebiet des heutigen Distrikts Mumbai City

### Bevölkerung des Distrikts nach Bekenntnissen
Eine klar überwiegende Mehrheit der Bevölkerung sind Hindus. Doch gibt es zahlenmäßig bedeutende Minderheiten an Muslimen, Buddhisten, Christen und Jainas. Die genaue religiöse Zusammensetzung der Bevölkerung zeigt folgende Tabelle:
| Jahr                                                                                     | Buddhisten | Buddhisten | Christen | Christen | Hindus    | Hindus  | Jainas  | Jainas | Muslime | Muslime | Sikhs  | Sikhs  | Andere1 | Andere1 | keine Angaben | keine Angaben | Total     | Total    |
| Jahr                                                                                     | Zahl       | %          | Zahl     | %        | Zahl      | %       | Zahl    | %      | Zahl    | %       | Zahl   | %      | Zahl    | %       | Zahl          | %             | Einwohner | %        |
| ---------------------------------------------------------------------------------------- | ---------- | ---------- | -------- | -------- | --------- | ------- | ------- | ------ | ------- | ------- | ------ | ------ | ------- | ------- | ------------- | ------------- | --------- | -------- |
| 2001                                                                                     | 161.417    | 4,84 %     | 106.240  | 3,18 %   | 2.119.750 | 63,50 % | 159.021 | 4,76 % | 734.484 | 22,00 % | 16.330 | 0,49 % | 39.482  | 1,18 %  | 1.307         | 0,04 %        | 3.338.031 | 100,00 % |
| 1 darunter 35.209 Parsen und 767 Juden (Bani Israel) Quelle: Volkszählung in Indien 2001 |            |            |          |          |           |         |         |        |         |         |        |        |         |         |               |               |           |          |

### Bevölkerung des Distrikts nach Sprachen
Mumbai ist eine Vielvölkerstadt. Weniger als 40 Prozent der Bevölkerung spricht Marathi. Es gibt etliche größere sprachliche Minderheiten. Sprachen mit mehr als 100.000 Angehörigen sind Hindi (mit Hindi-Dialekten 653.000 Personen), Urdu und Gujarati. Tamilisch, Telugu, Marwari (ein Hindi-Dialekt), Konkani (55.488), Kannada (45.266), Bengali (34.994), Pandschabi (25.812), Sindhi (23.388), Kachchhi (22.093) und Malayalam (21.957) werden jeweils von über 20.000 Menschen gesprochen. Die genaue sprachliche Zusammensetzung der Bevölkerung zeigt folgende Tabelle:
| Jahr                                | Marathi   | Marathi | Hindi   | Hindi   | Urdu    | Urdu    | Gujarati | Gujarati | Tamilisch | Tamilisch | Telugu | Telugu | Marwari | Marwari | Andere  | Andere | Total     | Total    |
| Jahr                                | Zahl      | %       | Zahl    | %       | Zahl    | %       | Zahl     | %        | Zahl      | %         | Zahl   | %      | Zahl    | %       | Zahl    | %      | Einwohner | %        |
| ----------------------------------- | --------- | ------- | ------- | ------- | ------- | ------- | -------- | -------- | --------- | --------- | ------ | ------ | ------- | ------- | ------- | ------ | --------- | -------- |
| 2001                                | 1.316.535 | 39,44 % | 542.979 | 16,27 % | 512.808 | 15,36 % | 390.386  | 11,70 %  | 99.689    | 2,99 %    | 87.214 | 2,61 % | 81.331  | 2,44 %  | 307.089 | 9,20 % | 3.338.031 | 100,00 % |
| Quelle: Volkszählung in Indien 2001 |           |         |         |         |         |         |          |          |           |           |        |        |         |         |         |        |           |          |